# Dick Scobee
Francis R. Scobee, född 19 maj 1939 i Cle Elum, Washington, USA, död 28 januari 1986 vid Challengerolyckan, var en amerikansk astronaut uttagen i astronautgrupp 8 den 16 januari 1978.

## Eftermäle
Nedslagskratern Scobee på månen, är uppkallad efter honom.
Asteroiden 3350 Scobee är uppkallad efter honom.
2004 tilldelades han Congressional Space Medal of Honor.
Northrop Grumman:s rymdfarkost Cygnus NG-21 är uppkallad efter honom.

## Rymdfärder
- STS-41-C
- STS-51-L